# بابونه‌ای (گیاه)
بابونه‌ای (نام علمی: Microcephala lamellata) نام یک گونه از سرده بابونه‌ای است.